# 파니 할키아
파니 할키아(그리스어: Φανή Χαλκια, 1979년 2월 2일~)는 그리스의 육상 선수로 주 종목은 허들이다. 2004년 하계 올림픽 여자 400m 허들에서 금메달을 획득했다.

## 경력
라리사 출신으로 올림피아코스 육상단에 입단하며 전문 선수 생활을 시작했다. 2004년 8월 자국 아테네에서 열린 2004년 하계 올림픽 여자 400m 허들에 참가했으며, 준결승에서 52.77초의 기록으로 올림픽 기록을 갱신했다. 결승에서는 52.82초의 기록으로 루마니아의 이오넬라 트를레아와 우크라이나의 테탸나 테레슈크안티포바를 누르고 금메달을 획득했다. 
2008년 8월 16일 베이징에서 열리는 2008년 하계 올림픽 참가를 앞두고 도핑 테스트에서 금지 약물 메틸트리에놀론의 양성 반응을 보였다. 이에 할키아는 금지 약물을 복용하지 않았다고 주장했으나 그리스 올림픽 위원회에 의해 선수촌에서 퇴출되었다. 2008년 12월 12일에 국제 육상 경기 연맹(IAAF)로부터 선수 자격 정지 2년 징계를 받았다.
이후 2011년에 잠시 복귀하였다가 은퇴했다.